# Henricia granulifera
Henricia granulifera är en sjöstjärneart som beskrevs av Alexander Michailovitsch Djakonov 1958. Henricia granulifera ingår i släktet Henricia och familjen krullsjöstjärnor. Inga underarter finns listade i Catalogue of Life.